# Madonna Willys
La Madonna Willys también conocida como La Virgen con el Niño de pie, abrazando a su madre, es una pintura del maestro del Renacimiento italiano Giovanni Bellini (Venecia, 1425/1433-1516). Se encuentra en el Museo de Arte de São Paulo en São Paulo, Brasil.

## Historia
La pintura fue comprada en nombre del Museo de Arte de São Paulo en la Galería Wildenstein de Nueva York en 1947. Había sido adquirida por Wildenstein en 1945 de la colección de Isabel van Wie Willys, viuda de John North Willys, de quien deriva uno de los nombres de esta pintura, que la compró en la Galería Duveen en 1915, anteriormente pertenecía a la colección de los Duques de Argyll.

## Descripción
La iconografía de la Virgen con el Niño de pie, abrazando a su Madre representada como una media figura, detrás de un parapeto, es extremadamente inusual en otros pintores, mientras que es casi una constante en las innumerables madonnas de Bellini —por ejemplo, la Madonna Contarini en la Galería de la Academia de Venecia—.
En lugar de ser solamente una preferencia formal, es posible que este dispositivo de composición pueda implicar algún razonamiento teológico. Según una hipótesis elaborada primero por Goffen, y luego por Camesasca, se trata de una variante de la simbología bizantina, que originalmente pertenecía a la representación de Cristo. En esta representación, la media figura sería una metáfora para sugerir «todo el aspecto» de lo divino, como si esta reducción se ajustara mejor a la comprensión humana.
Parece que Bellini buscaba, especialmente en el trabajo del  MASP, la mayor sacralidad para lo sagrado. La interacción entre las figuras, aunque bastante intensa, está lejos de la afectividad doméstica que es tan atractiva en muchas madonnas con Niño del Quattrocento italiano. Por el contrario, la sacralidad del grupo se pone de relieve, por un lado, por la función del parapeto que separa al espectador de lo divino y, por otro, por la línea fronteriza entre el espacio sagrado y el paisaje profano. Esta compartimentación y las diferenciaciones conceptuales sensibles al espacio, o espacios pictóricos, demuestran el desinterés de Bellini por el axioma de la unidad del espacio impuesto por la perspectiva florentina. Demuestran su afán por inventar un espacio capaz de conciliar un nuevo paisaje pictórico con un espacio que recuerda la mística intelectual bizantina que condicionó tan profundamente la sensibilidad veneciana.
Como han demostrado muchos estudiosos, como Camesasca, y Tempestini, la obra del MASP es el prototipo de varias copias, versiones y derivaciones, entre las que se encuentran las de Francesco da Santa Croce (Vicenza, Palacio Chiericati), Filippo Mazzola y Rocco Marconi (ambas en Sarasota, Museo Ringling), Antonello de Saliba (Berlín, destruida en 1945). Además, se conocen otros dos ejemplares, uno de ellos en el Art Institute de Chicago, junto con unas variantes de Bellini, como la Madonna de los arbustos, de 1487, de la Galería de la Academia de Venecia y la Madonna Morelli, de la Accademia Carrara de Bérgamo.

## Galería con detalles de la obra

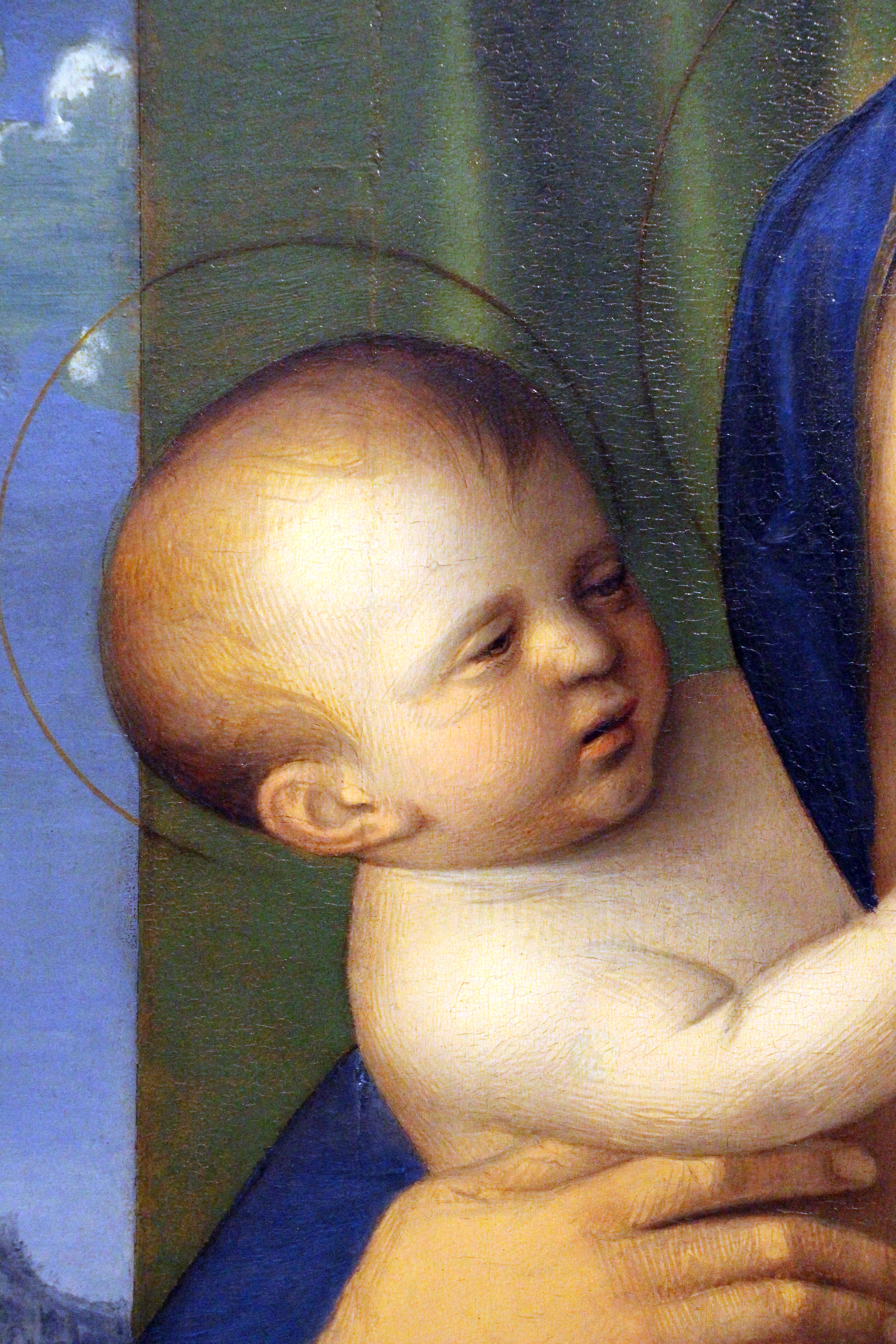
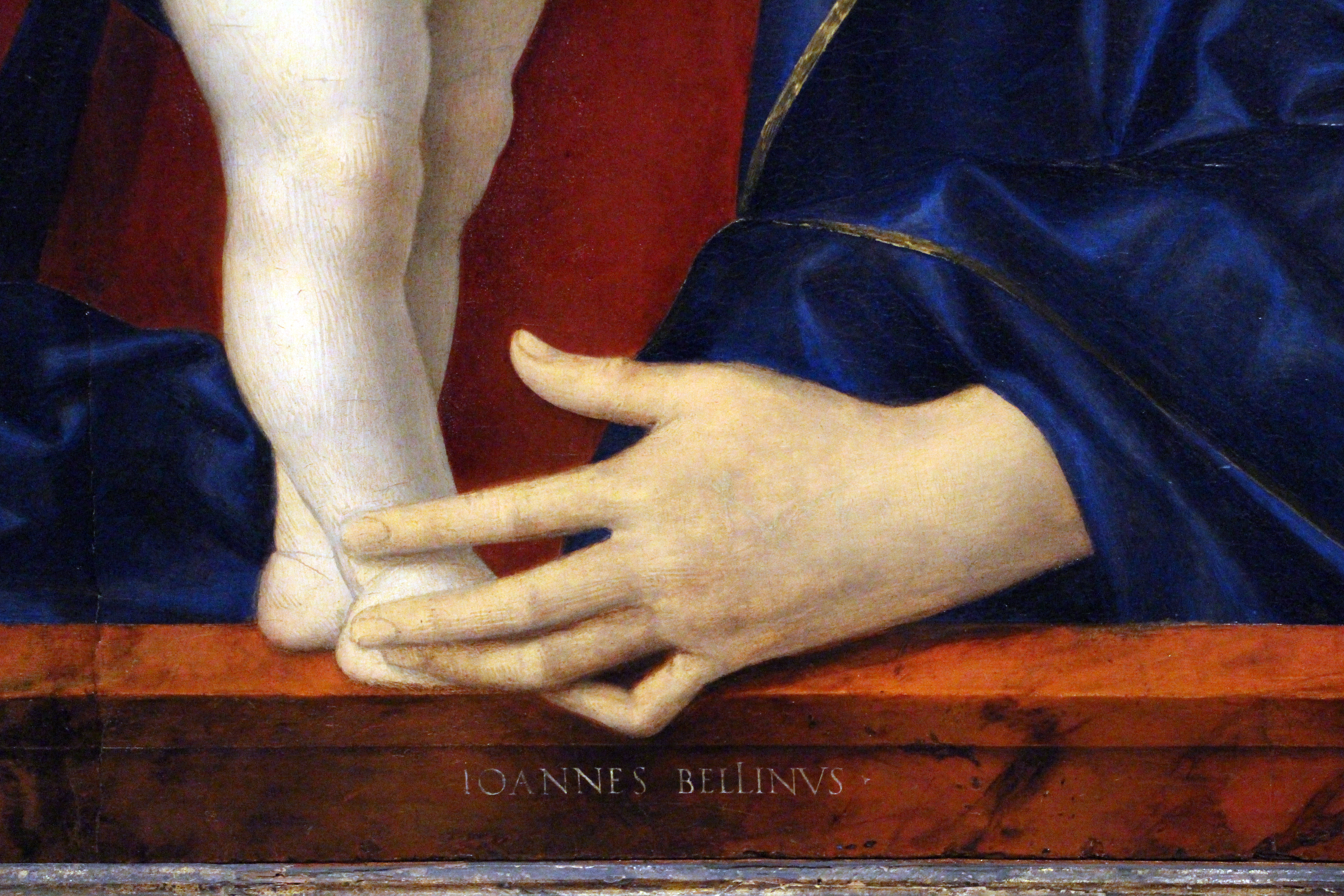
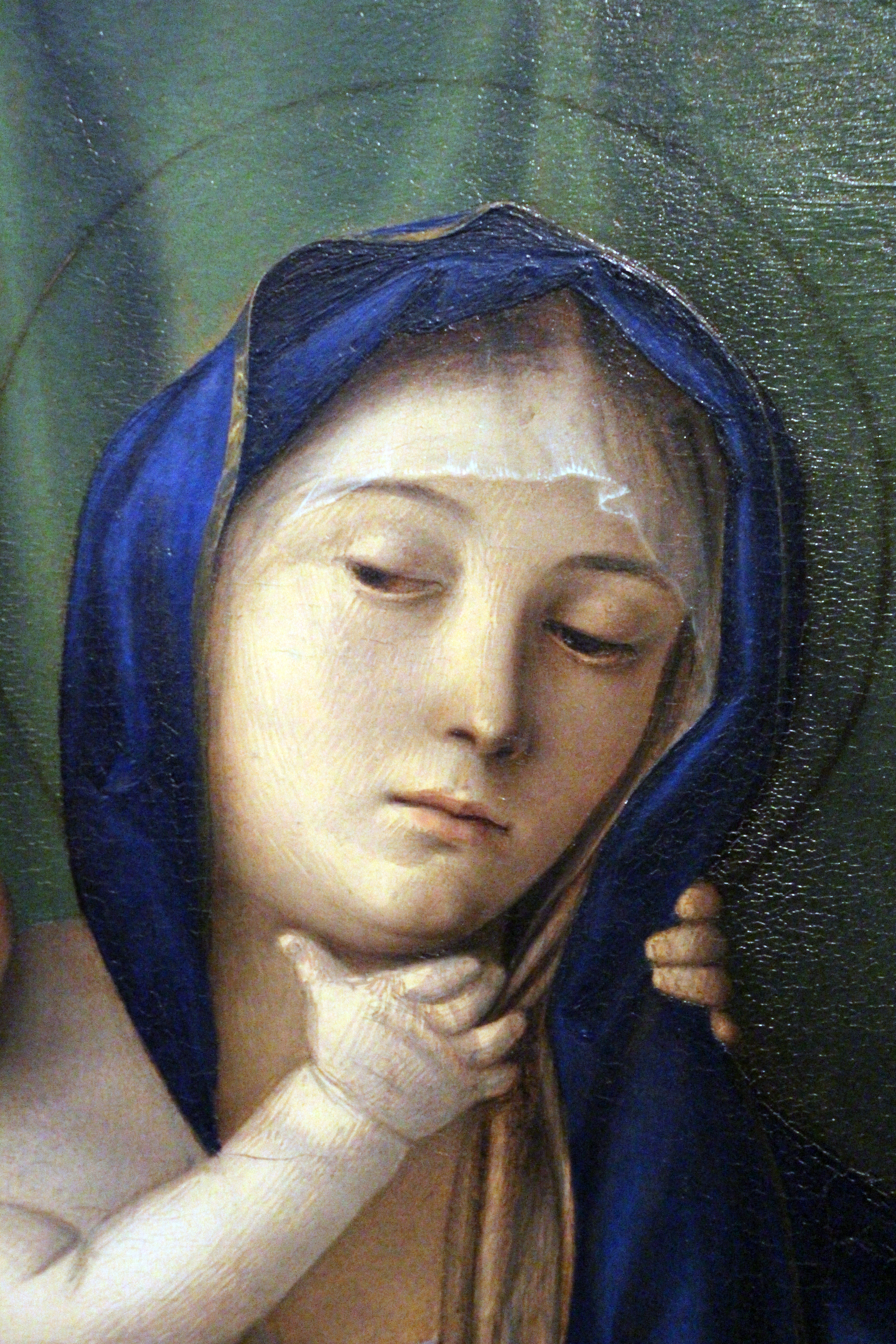